# Dewberry
Dewberry is een plaats (village) in de Canadese provincie Alberta en telt 192 inwoners (2006).